# Antoniuskapelle (Pley)

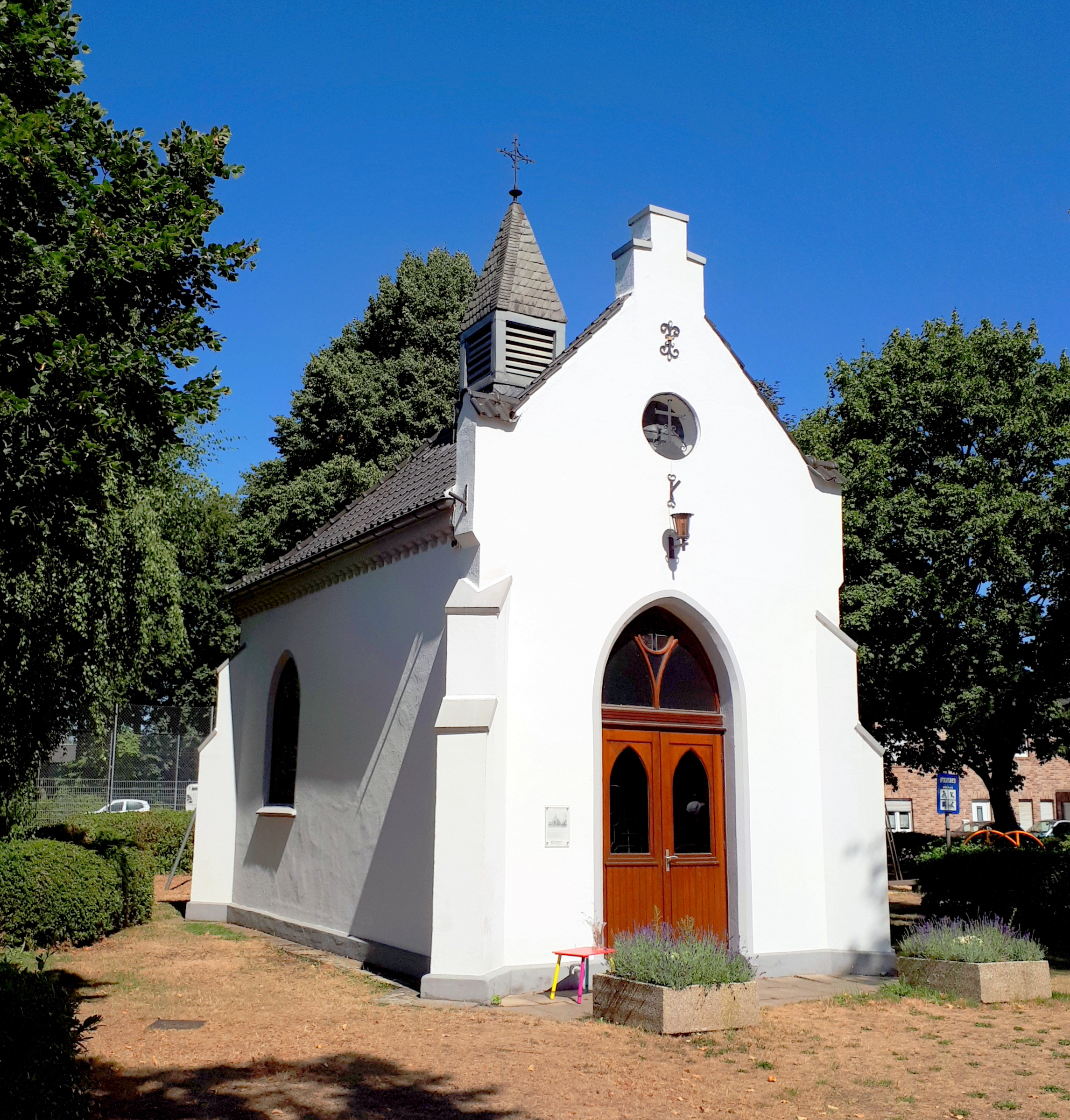
Antoniuskapelle Pley

Die Antoniuskapelle im Bardenberger Ortsteil Pley der Stadt Würselen in der Städteregion Aachen ist ein 1899 errichtetes Gotteshaus. Sie wurde im Jahr 1900 dem heiligen Antonius von Padua gewidmet und steht seit 1984 unter Denkmalschutz.

## Geschichte
Der Bau der Kapelle geht auf eine Initiative von Gläubigen aus dem Kerkrader Ortsteil Bleyerheide in den Niederlanden zurück, die den Ortsteil Pley seit dem späten 19. Jahrhundert jährlich im Rahmen von Wallfahrten in ihrer Heiligenwoche am Monatswechsel von April auf Mai aufsuchten. Die Bardenberger Gemeinde wollte für diese Pilger ein zentrales Kreuz auf dem Pleyer Dorfanger errichten lassen, doch die ortsansässigen Gläubigen beantragten stattdessen den Bau einer Kapelle und erhielten dafür tatkräftige Unterstützung der Pilger aus Bleyerheide. Schließlich wurde der Bau dieser Kapelle genehmigt, zu dem die Armen-Brüder des hl. Franziskus des Bleyerheider Klosters Maria von den Engeln, einer Nebenstelle des Johannes-Höver-Hauses in Aachen, das Altarbild, den Altartisch und die Bänke stifteten.
Im Zweiten Weltkrieg erlitt die Kapelle größere Schäden und stand lange Zeit verwahrlost auf dem Dorfanger. Im Jahr 1972 ging sie zunächst in den Besitz der Stadt Würselen über und 1977 gründete sich die „Interessengemeinschaft St. Antoniuskapelle e. V.“, die sich seitdem um die Pflege, Instandhaltung und Benutzung der Kapelle bemüht. Schrittweise wurden der Bauzustand und die Ausstattung der Kapelle restauriert, saniert und modernisiert, um sie wieder zu einem Schmuckstück herzurichten. Auch der Kontakt zu den Pilgern aus Bleyerheide konnte dadurch wieder vertieft werden, die weiterhin regelmäßig die Kapelle aufsuchen und dabei ihre eigenen Priester und Diakone mitbringen. Ebenso ist die Kapelle ein beliebtes Ausflugsziel und ein Ort der Einkehr für die zahlreichen Wanderer im angrenzenden Naturschutzgebiet Wurmtal.

## Baucharakteristik

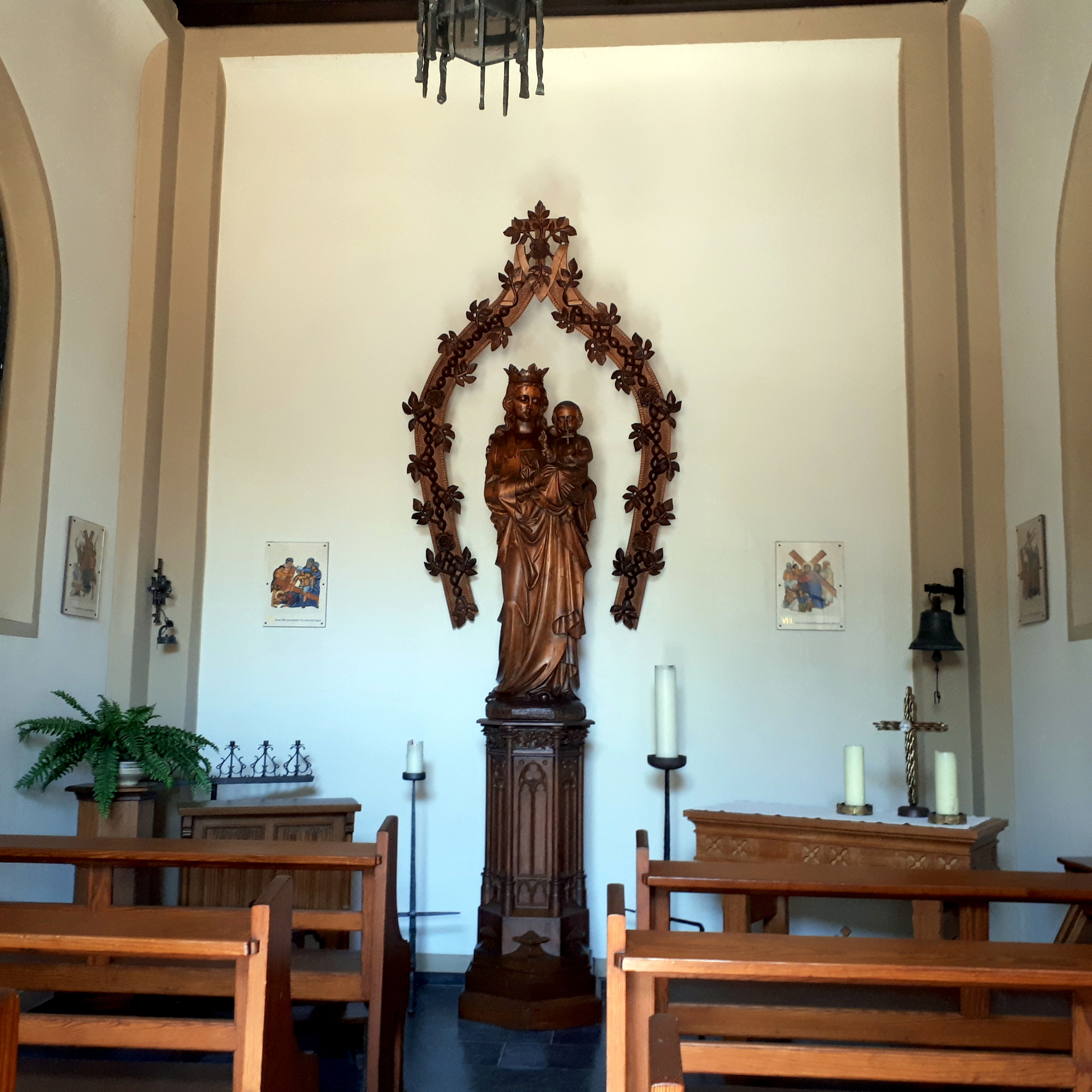
Innenraum

Die Kapelle ist ein kleiner Saalbau auf rechteckigem Grundriss in neugotischer Form. Sie ist mit einem Satteldach abgedeckt, das zum geraden Chorabschluss abgewalmt und mit einem kleinen quadratischen Dachreiter mit spitz zulaufendem Dach und aufgesetztem Kreuz für die Glocke bestückt ist.
Die Eingangsfassade ist mit einem spitzbogigen Portal ausgestattet, in dem eine zweiflügelige Pforte eingebaut ist. Über dieses Portal sorgt ein kleines und schlichtes Ochsenauge für die Belichtung des Innenraumes.
Im Jahr 1984 konnte die Interessengemeinschaft ein Fenster aus der Pfarrkirche St. Antonius in Niederbardenberg von dem zuständigen Pfarrer erwerben, das zwischen 1929 und 1930 in der Glasmalerei Dr. H. Oidtmann angefertigt worden war. Dieses wurde fachmännisch zu zwei Einzelfenstern umgebaut und neu verglast, so dass diese anschließend in den Seitenfassaden der Kapelle eingesetzt werden konnten. Sie zeigen zum einen das Motiv Christus König und zum anderen den hl. Antonius Abbas und sorgen für eine angenehme Lichtatmosphäre im Kapelleninneren.
Das Innere der Kapelle ist einfach und sparsam ausgestattet. Eine holzgeschnitzte große Marienfigur mit Jesuskind ziert mittig die Chorwand. Das Figurenensemble ruht auf einem sechseckigen neugotisch gestalteten Sockel und ist oberhalb mit einer hufeisenförmig blumenverzierten Girlande geschmückt. Zwei Beistelltische, einige Bänke, mehrere Kerzenständer und kleinteiliges Zubehör sowie eine einfache Kreuzwegdarstellung vervollständigen das Inventar.